# République socialiste soviétique autonome de Crimée
Pour les articles homonymes, voir Crimée (homonymie) et République de Crimée.
1921–1945
1991–1992
Entités précédentes :
- Gouvernement de la Russie du Sud (1920)
- Oblast de Crimée (RSSU) (1991)

Entités suivantes :
- Oblast de Crimée (RSFSR) (1945)
- République de Crimée (Ukraine) (1992)

La république socialiste soviétique autonome de Crimée (en tatar de Crimée : Qırım Muhtar Sotsialist Sovet Cumhuriyeti ; en Yanalif: Qrьm Avtonomjalь Sovet Sotsialist Respuвlikasь ; en russe : Крымская Автономная Социалистическая Советская Республика, Krymskaïa Avtonomnaïa Sotsialistitcheskaïa Sovietskaïa Respoublika) a été créée le 18 octobre 1921 au sein de la république socialiste fédérative soviétique de Russie (RSFSR) dans la péninsule de Crimée,, avec Simferopol pour capitale. Les langues officielles sont le tatar de Crimée et le russe.
En 1944, Staline accusa les Tatars de Crimée d'avoir collaboré avec l'occupant allemand durant la Seconde Guerre mondiale et fit supprimer ce statut d'autonomie. L'ancienne RSSA fut alors transformée en une simple oblast de Crimée, toujours au sein de la RSFS de Russie. La répression qui s'abattit sur les Tatars toucha également les Grecs, les Allemands et les Arméniens qui habitaient alors la péninsule.
En 1954, pour marquer le 300e anniversaire du traité de Pereïaslav, qui scella l'union entre la Russie et l'Ukraine, Nikita Khrouchtchev « offrit » la Crimée à la république socialiste soviétique d'Ukraine.
À la suite du référendum organisé le 20 janvier 1991, la RSSA de Crimée est rétablie le 12 février 1991 par le Soviet suprême de la RSS d'Ukraine. Six mois plus tard, les républiques soviétiques subsistantes deviennent indépendante de par la dislocation de l'Union soviétique ; la RSSA de Crimée est dissoute le 26 février 1992 et remplacée par la république de Crimée.